# بیا (صربستان)
بیا (به صربی: Belja) یک منطقهٔ مسکونی در صربستان است.